# Rosemarie Seehofer
Rosemarie Seehofer (* 29. Juni 1934 in Lauf an der Pegnitz) ist eine deutsche Schauspielerin und Hörspielsprecherin.

## Leben
Rosemarie Seehofer begann ihre Bühnenlaufbahn als Tänzerin. In der Spielzeit 1953/54 war sie als Balletttänzerin an den Städtischen Bühnen Gelsenkirchen engagiert. Mitte der 50er Jahre wechselte sie dann zum Schauspiel. 
Ihr erstes Festengagement als Theaterschauspielerin hatte sie in der Spielzeit 1956/57 am Stadttheater Rheydt. Ab der Spielzeit 1957/58 war sie bis zum Ende der Spielzeit 1959/60 drei Jahre an den Städtischen Bühnen Münster engagiert. In der Spielzeit 1958/59 trat sie an den Städtischen Bühnen Münster als Julia in Romeo und Julia in einer Inszenierung von Günther Fleckenstein auf; ihr Partner als Romeo war Bodo Primus. 
In der Spielzeit 1960/61 folgte ein Engagement an den Städtischen Bühnen Essen, wo sie 1961 in der Woyzeck-Inszenierung von Peter Palitzsch die im Besetzungszettel als „Junges Mädchen“ bezeichnete Rolle übernahm. 
Ab der Spielzeit 1961/62 war sie bis zum Ende der Spielzeit 1964/65 fest am Landestheater Hannover engagiert. 1962 verkörperte sie dort die Rolle der Kellnerin und Pächterstochter Nanna in Bertolt Brechts Schauspiel-Parabel Die Rundköpfe und die Spitzköpfe. 
In der Spielzeit 1963/64 verkörperte sie am Bayerischen Staatsschauspiel in München die Rolle des Malermodells Ilse in dem Schauspiel Frühlings Erwachen von Frank Wedekind (Premiere: Juli 1964; Residenztheater München).
Ab der Spielzeit 1965/66 war sie bis zum Ende der Spielzeit 1967/68 für drei Spielzeiten am Thalia-Theater in Hamburg engagiert. Sie spielte dort unter anderem in den Stücken Heiraten von George Bernard Shaw (1963, Inszenierung: Hans Paetsch), Wir sind noch einmal davongekommen (1964) und Nach dem Sündenfall von Arthur Miller (Premiere: Oktober 1964; Regie: Helmut Käutner, mit Viktor de Kowa). In der Spielzeit 1966/67 trat sie dort in der Komödie Der mutige Seefahrer von Georg Kaiser auf.
In den 1970er Jahren spielte sie Theater in Berlin, unter anderen neben Ursula Herking in dem Lustspiel Mädchen für alles gesucht von Ronald Millar (1970) und in der Spielzeit 1971/72, an der Seite von Gisela Uhlen und Gretl Schörg, am Renaissance-Theater in der Komödie Heiraten von George Bernard Shaw. In der Spielzeit 1971/72 war sie auch am „Berliner Theater“ engagiert. In der Spielzeit 1973/74 hatte sie ein Engagement an der Hamburger Boulevardbühne „Die kleine Komödie“.
Seehofer wirkte in den 1950er Jahren in mehreren Kinofilmen mit. In dem Märchenfilm Schneeweißchen und Rosenrot (1955), einer Verfilmung des gleichnamigen Märchens Schneeweißchen und Rosenrot, übernahm Seehofer eine der Hauptrollen als Schneeweißchen. Eine weitere Filmrolle hatte sie als Bauerndirndl Therese in dem Heimatfilm Die fröhliche Wallfahrt (1956). in dem Heimatfilm Rot ist die Liebe (1957) verkörperte sie die Rolle der Stine, die Magd bei Frau Dröge.
In den 1970er Jahren übernahm Seehofer Episodenrollen in Fernsehserien, insbesondere beim Bayerischen Rundfunk, so in Die seltsamen Methoden des Franz Josef Wanninger. In der 13-teiligen Fernsehserie Zwickelbach & Co. übernahm sie als Veronika Zwickelbach eine ständige Rolle.
Seehofer arbeitete häufig auch als Sprecherin für Hörspiele. Hier wirkte sie insbesondere immer wieder in Produktionen des Bayerischen Rundfunks mit. Sie sprach unter anderem in der Hörspielreihe Meister Eder und sein Pumuckl, so die Rolle der Verkäuferin in dem Pumuckl-Hörspiel Der Wollpullover (1974).
1970 gehörte sie zur Besetzung des Hörspiels Hörspiel in München und am Starnberger See von Herbert Achternbusch. Beim Bayerischen Rundfunk wirkte sie außerdem in mehreren Hörspielen von Martin Sperr mit, so in Jagdszenen aus Niederbayern (1970) und Adele Spitzeder (1979). 1972 sprach sie beim Bayerischen Rundfunk die Rolle der Erna in einer Hörspielfassung des Theaterstücks Kasimir und Karoline. 1977 übernahm sie beim Bayerischen Rundfunk in dem Hörspiel Übergang oder Die Geduld von Georg Lohmeier die Rolle der Anni, der ersten Frau des pensionierten Lokführers Rupert Stoß. 1977 sprach sie die Fanny in dem Hörspiel Altaich von Ludwig Thoma. 1978 sprach sie die Rolle der Mary in der Kriminalhörspiel-Produktion Gestatten, mein Name ist Cox. Außerdem gehörte sie zu den Sprechern in der Hörspielserie Die Grandauers und ihre Zeit von Willy Purucker (1979 ff.).
Seehofer lebte seit Ende der 70er Jahre in München. Mitte der 90er Jahre war sie im Deutschen Bühnenjahrbuch noch unter ihrer Privatanschrift in München als Schauspielerin eingetragen.

## Filmografie (Auswahl)
- 1955: Schneeweißchen und Rosenrot
- 1956: Die fröhliche Wallfahrt
- 1957: Rot ist die Liebe
- 1966: Heiraten (TV-Film)
- 1970: Die seltsamen Methoden des Franz Josef Wanninger: Liebe macht blind (TV-Serie)
- 1971: Toni und Veronika: Casanova vom Dienst (TV-Serie)
- 1976: Zwickelbach & Co. (TV-Serie)
- 1977: Der Alte (TV-Serie)